# Phidippus guianensis
Phidippus guianensis är en spindelart som beskrevs av Lodovico di Caporiacco 1947. Phidippus guianensis ingår i släktet Phidippus och familjen hoppspindlar. Inga underarter finns listade i Catalogue of Life.